# Lázaro Díaz del Valle
Lázaro Díaz del Valle y de la Puerta (León, 1606 - Madrid, 1669), fue «cantor de la Capilla Real», cronista, genealogista e historiador español, autor de obras diversas, conservadas todas ellas manuscritas, entre las que destaca el Origen E Yllustración del nobilíssimo y Real Arte de la Pintura y Dibuxo, primer intento español de recopilar en forma de libro las biografías de los artistas al modo de Giorgio Vasari y Karel van Mander, algunas de cuyas vidas tradujo e incorporó a su repertorio. Inacabado y dejado sin publicar, de él se sirvió Antonio Palomino en la redacción de su Parnaso español.

## Biografía
Bautizado el 3 de abril de 1606 en la iglesia de San Martín de León, de padres pertenecientes quizá a la aristocracia urbana, se ignora todo lo relativo a su formación y estudios, aunque en algún documento posterior se le llama licenciado. Se trasladó a Madrid hacia 1622, donde dos de sus tíos trabajaban al servicio de la Corte, entrando en la Capilla Real como «cantorcico», siendo nombrado «cantor» de ella el 25 de diciembre de 1633. A su condición de músico capón alude humorísticamente Jerónimo de Barrionuevo en uno de sus Avisos de 1655. El mismo año figura en los Libros de Cortes como coronista general de estos reinos, título con el que figura también en la partida de defunción extendida en la parroquia de San Martín de Madrid el 27 de febrero de 1669 y que hizo constar en el epitafio que redactó para su sepultura en el convento de Santa María de Carbajal de su ciudad natal. Por disposición testamentaría legaba al convento dos cuadros de su propiedad, conservados in situ, muestra de sus estrechas relaciones con los pintores madrileños de su tiempo: una Piedad de Antonio Arias y una Resurrección de Lázaro de Escalante.

## Obra
De Lázaro Díaz del Valle se sabe que escribió al menos seis libros, algunos inacabados y ninguno publicado, aunque otros historiadores y cronistas se sirvieron de ellos en obras publicadas. El más ambicioso, legado en su testamento a la ciudad de León, constaba de tres volúmenes en pergamino, el tercero sólo empezado, dedicados a la Historia y Nobleza del Reino de León y Principado de Asturias, redactados entre 1667 y 1669. El tomo primero, de 229 páginas, perteneció a Jovellanos y resultó destruido al parecer en el incendio del Instituto Jovellanos de Gijón en 1936. Contenía un mapa, árboles genealógicos, un retrato a pluma del rey don Pelayo, empresas y escudos de armas, por los que Juan Agustín Ceán Bermúdez en su Diccionario histórico de los más ilustres profesores de las Bellas Artes en España (1800) lo llamaba «muy buen dibuxante» y amigo de los artistas de su época, además de buen poeta, noticia tomada de Gaspar Melchor de Jovellanos. Tampoco se conserva el segundo volumen de esta obra, que perteneció a los marqueses de Almazara, perdido ya en el siglo XIX, localizándose el tercero en el British Museum. La información contenida en este volumen alcanza al reinado de Felipe IV, con interesantes noticias de primera mano y entre ellas una necrológica dedicada a su amigo Diego Velázquez:

«Viernes, a las tres de la tarde, 6 de Agosto deste mesmo año [1660] murió en Madrid Diego de Silva y Velázquez Pintor de cámara del Rey N. S[eño]r y su Ayuda de cámara y Aposentador de Palacio, aqui en [sic, a quien] su Mag[esta]d quería bien, assí por superior en el Arte de la Pintura, como por otras buenas partes, conq[ue] havía servídole, por todo lo qual su Mag[esta]d le honró con el Ávito del orden militar de la cavallería de Sant Iago, conq[ue] este Grande Artífize honrró su pecho, y tuvo el premio que mereció por su Virtud y serbicios q[ue] por muchos años hizo a su Mag[esta]d; fue insigne varón, en la pintura, y singular en hazer Retratos; Yace en la Bóbeda de la Parroquia de S. Iu[an] desta Villa de Madrid. Yo, perdí en él, un buen amigo, porque correspondía a mi voluntad».

El tratado dedicado a la pintura y los pintores consta de dos partes, la primera titulada Epílogo y Nomenclatura de algunos artífices que por famosos y Aventajados en el nobilísimo y Rl. Arte de la Pintura y Dibuxo han sido por los Mayores Príncipes del Orbe honrrados con órdenes militares de Cavallería consta de tres folios fechados en 1659 con dedicatoria a Velázquez. En él se mencionan 57 artistas, once de ellos españoles, comenzando con Fernando del Rincón y terminando con Alonso Cano. La segunda parte tenía por título Origen e Yllustración del nobilíssimo y Real Arte de la Pintura y Dibuxo... y su redacción se sitúa entre 1656 y 1658. Inicialmente iba dedicada también a Velázquez, que pudo encargar la obra al autor para servirse de ella en sus pretensiones nobiliarias, aunque luego se transformó en dedicatoria al rey Felipe IV «por mano del muy noble y muy honrado cavallero don Diego Silva Velázquez». Esta parte, inconclusa, comenzaba con una defensa de la nobleza del arte de la pintura con argumentos y párrafos completos tomados de los abogados Gaspar Gutiérrez de los Ríos y Juan Butrón, que décadas atrás habían asumido esa defensa. Tras una serie de noticias breves de los favores otorgados por los príncipes a los pintores se encuentra la parte más extensa, con la recopilación de biografías de pintores titulada Epílogo y nomenclatura de algunos Hombres famosos en este Arte. Sin orden lógico y alternando meras listas de nombres con biografías de cierta extensión, tomadas de Giorgio Vasari, Karel van Mander, fray José de Sigüenza, Francisco Pacheco y Vicente Carducho, junto a noticias breves procedentes de otros muchos autores españoles, italianos y flamencos. Sólo al final, Pintores españoles famosos y algunos estrangeros, se encuentran informaciones originales recogidas con las noticias de pintores españoles, especialmente madrileños, a los que llegó a conocer. Se declara amigo, además de Velázquez, de Antonio de Pereda y de Francisco Camilo. Conoce personalmente a Alonso Cano, del que ofrece la biografía más detallada, y a otros pintores del círculo de Pedro de las Cuevas, como un Juan de Ricalde, del que dice que murió asesinado. De pintores como Camilo, Arias, Cano o Carreño destaca la «nobleza» de su origen, pero pocos otros datos de carácter personal se encuentran entre los datos biográficos; también son escasas y vagas las referencias al estilo de los pintores descritos, prestando más atención al género en que se especializan; así Blas de Prado, Mazo o Francisco de Burgos Mantilla, actualmente sólo conocido por sus bodegones, son «retratistas», Antonio del Castillo y Saavedra «paisajista» y Juan de Toledo pintor de batallas, como otros lo son de flores y frutas o de «perspectivas».